# Ski Mojo
 (octobre 2022).
L'article doit être relu — et modifié si nécessaire — par des contributeurs indépendants pour apporter un regard critique aux contributions effectuées en violation des conditions d'utilisation de Wikipédia, tant sur la forme (notamment concernant le style encyclopédique, la proportionnalité) que sur le fond (la neutralité de point de vue, la qualité et l'indépendance des sources).
 (octobre 2022).
La mise en forme du texte ne suit pas les recommandations de Wikipédia : il faut le « wikifier ».
Les points d'amélioration suivants sont les cas les plus fréquents :
- Les titres sont pré-formatés par le logiciel. Ils ne sont ni en capitales, ni en gras.
- Le texte ne doit pas être écrit en capitales (les noms de famille non plus), ni en gras, ni en italique, ni en « petit »…
- Le gras n'est utilisé que pour surligner le titre de l'article dans l'introduction, une seule fois.
- L'italique est rarement utilisé : mots en langue étrangère, titres d'œuvres, noms de bateaux, etc.
- Les citations ne sont pas en italique mais en corps de texte normal. Elles sont entourées par des guillemets français : « et ».
- Les listes à puces sont à éviter, des paragraphes rédigés étant largement préférés. Les tableaux sont à réserver à la présentation de données structurées (résultats, etc.).
- Les appels de note de bas de page (petits chiffres en exposant, introduits par l'outil «  Source ») sont à placer entre la fin de phrase et le point final[comme ça].
- Les liens internes (vers d'autres articles de Wikipédia) sont à choisir avec parcimonie. Créez des liens vers des articles approfondissant le sujet. Les termes génériques sans rapport avec le sujet sont à éviter, ainsi que les répétitions de liens vers un même terme.
- Les liens externes sont à placer uniquement dans une section « Liens externes », à la fin de l'article. Ces liens sont à choisir avec parcimonie suivant les règles définies. Si un lien sert de source à l'article, son insertion dans le texte est à faire par les notes de bas de page.
- La présentation des références doit suivre les conventions bibliographiques. Il est recommandé d'utiliser les modèles {{Ouvrage}}, {{Chapitre}}, {{Article}}, {{Lien web}} et/ou {{Bibliographie}}. Le mode d'édition visuel peut mettre en forme automatiquement les références.
- Insérer une infobox (cadre d'informations à droite) n'est pas obligatoire pour parachever la mise en page.

Pour une aide détaillée, merci de consulter Aide:Wikification.
Si vous pensez que ces points ont été résolus, vous pouvez retirer ce bandeau et améliorer la mise en forme d'un autre article.
Le Ski~Mojo (ou Ski Mojo) est un exosquelette d'assistance à l'effort utilisé pour la pratique du ski sous toutes ses formes (ski alpin, ski de randonnée, snowboard, monoski et telemark). Il est aujourd'hui utilisé aussi bien par les amateurs que par les professionnels (moniteurs, guides, pisteurs) qui souhaitent améliorer leurs endurance, réduire d'éventuelles douleurs articulaires ou musculaires ou améliorer leur sécurité. Il peut aussi être utilisé en réathlétisation à la suite d'une blessure,. La pratique du ski en utilisant un exosquelette d’assistance à l’effort est le Ski Augmenté.

## Fonctionnement
Le Ski-Mojo est un exosquelette passif (sans motorisation ni batterie, contrairement aux exosquelettes motorisés) qui s’installe sur les deux jambes du skieur. Pour chaque jambe, une tige articulée et dotée d’un puissant ressort relie un baudrier placé sous les fesses du skieur avec un connecteur spécifique placé sur la chaussure de ski. Le dispositif est recouvert d’un fourreau en néoprène afin que l'ensemble reste au plus près de la jambe. Lors de la flexion des jambes du skieur, ces ressorts se compriment. Ils restituent l’énergie ainsi accumulée lors de la phase d’extension. L’ensemble permet d’alléger le poids ressenti par les jambes d’environ 30% pour un réglage standard, ce qui permet d’alléger le travail musculaire et articulaire des membres inférieurs.
L’allégement du poids ressenti par le skieur, ainsi que l’absorption des chocs et vibrations par le système, permet de retarder la fatigue musculaire et de réduire les éventuelles douleurs des skieurs aux genoux, hanches et dos. 

## Histoire
Le Ski~Mojo a été inventé vers la fin des années 1990 puis breveté au début des années 2000 par l’anglais Owen Eastwood. Alors que l'idée de départ était de retarder la fatigue musculaire, le concepteur s’est rapidement aperçu que le Ski~Mojo soulageait également les douleurs articulaires des skieurs. Au début limité au marché anglais, le succès commercial du Ski~Mojo ne commence vraiment que lorsque la Société JaKSports basée à la Clusaz reprend sa commercialisation durant l’hiver 2014-2015.
Depuis l’hiver 2021-2022, la société JaKSports fabrique le l'exosquelette Ski-Mojo en France, dans la région Rhône-Alpes. Le fabricant revendique 15 000 utilisateurs au printemps 2022. Parallèlement, ce dernier travaille sur des adaptations du dispositif permettant son utilisation dans d’autres domaines que le ski, comme la viticulture ou l'industrie par exemple.